# Bao (Burkina Faso)
Pour les articles homonymes, voir Bao.
Bao est une commune rurale située dans le département de Kassoum de la province du Sourou dans la région de la Boucle du Mouhoun au Burkina Faso.

## Géographie
Bao se trouve à 20 km de Tougan, le chef-lieu de la province et à 15 km de Kassoum.
Les différents quartiers de Bao sont : Sanlé, Zoulakina, Kuonlé, Nénélo, Dérano, Flanlé. Du fait de sa position limitrophe, le village a d'abord été un village Dafing où la langue parlée était le marka jusqu'à la victoire de Bassan. La langue dominante de nos jours est le san (du samo parlé à Bassan)[réf. nécessaire].

## Histoire
Le village a été créé au XVIe siècle par un peuple venu du Mandé (l'actuel Mali) dirigé par Labatoro Touré, dont les descendants prendront le nom de ZERBO au 18è siècle.[réf. nécessaire]Le village a comme pour chef de terre les Drabo qui leur a été confié par les premiers descendants Modèle:Les Touré les actuels Zerbo. Le village est reparti est catégories qui à chacun jouent leurs rôles très important pour le bon développement et le maintien de la paix et la sécurité.Cette subdivision et considéré comme un gouvernement,qui les premiers descendants ce charge de là

## Économie
L'économie baolai est basé sur l'agriculture, développer par les cultures de céréales ( le maïs ,le sorgho,le petit mil )en grand quantité.

## Éducation et santé
Le centre de soins le plus proche de Bao est le centre de santé et de promotion sociale (CSPS) de Douban et de Kassoum tandis que le centre médical avec antenne chirurgicale (CMA) se trouve à Tougan.
Depuis 2007, une école publique y est installée, grâce à l'implication de Yacouba KARAMBIRI et de Dédé Zerbo , descendante au huitième rang de Labatoro Touré.